# 同珍醬油

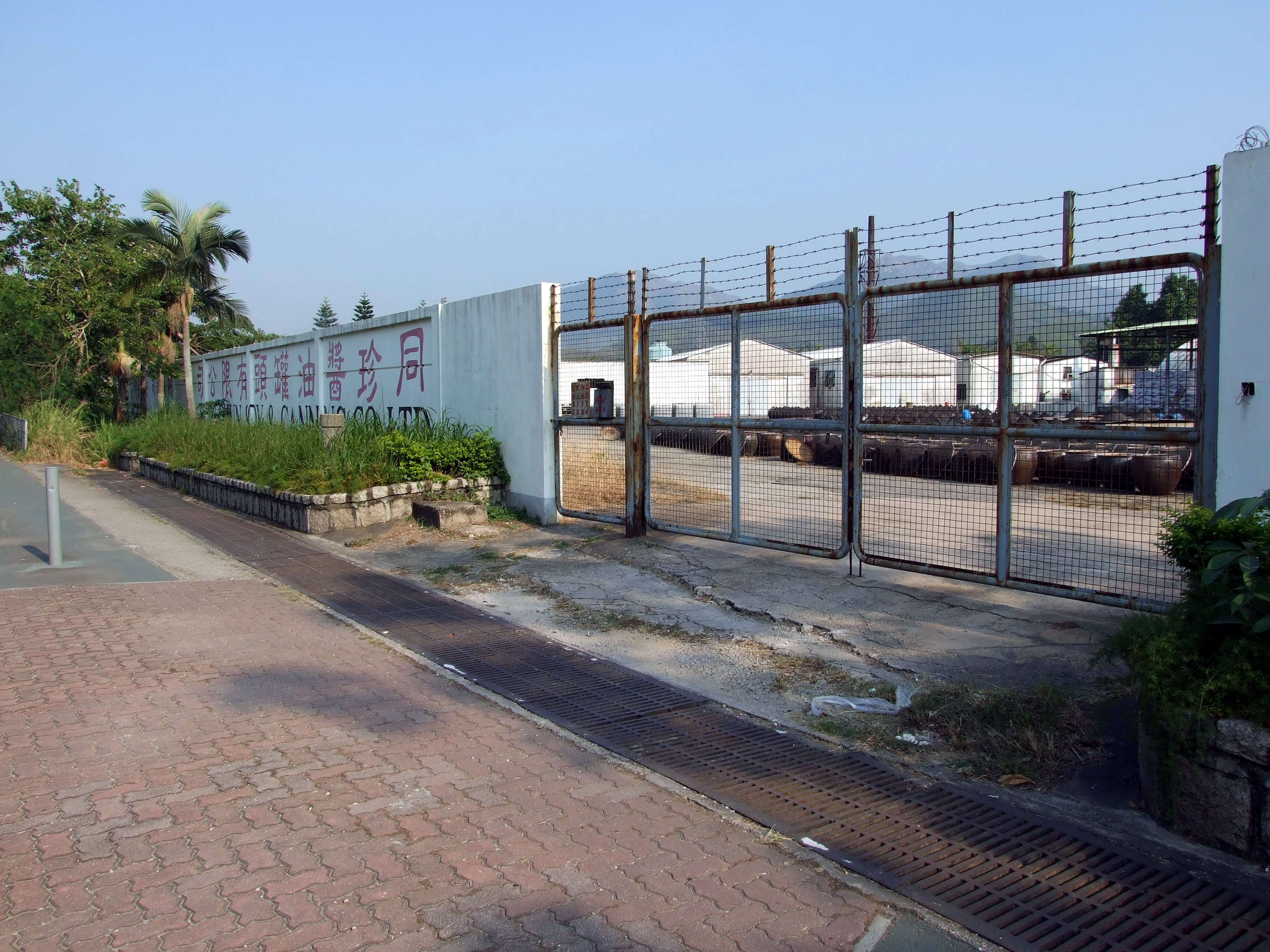
粉嶺軍地同珍醬油廠

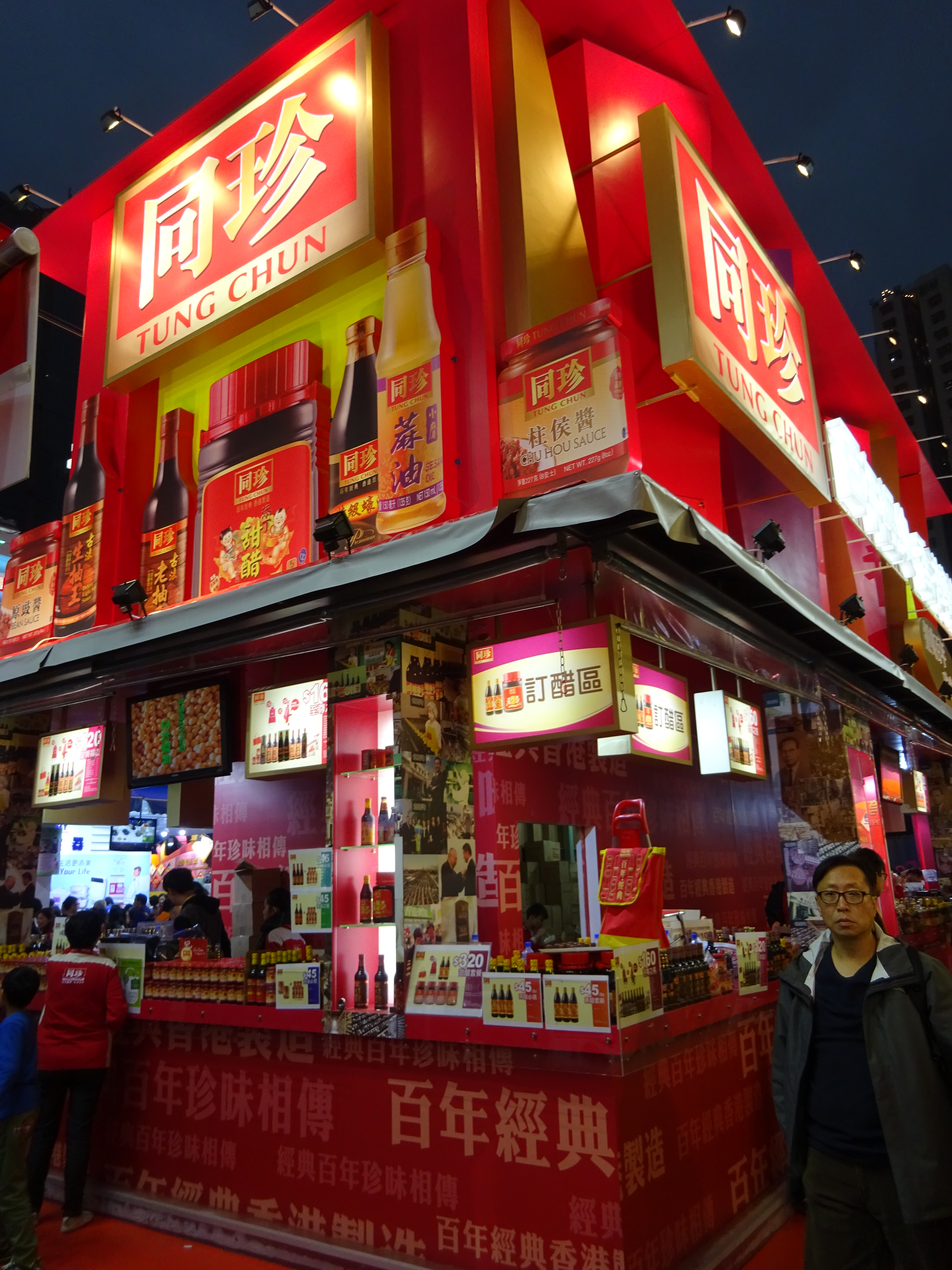
工展會中的參展攤位

同珍醬油罐頭有限公司，簡稱同珍醬油（Tung Chun Soy Sauce），是香港製造的品牌老字號，屬香港品牌產品，1876年創業於廣東省東莞石排镇，於19世紀末從東莞到香港落地生根，1919年在香港註冊，與李錦記、淘大和八珍並稱香港四大醬園家族。
同珍醬油在香港設有葵涌禾塘咀昌榮路（35萬平方呎）及粉嶺軍地（12萬平方呎）兩處廠房。現任同珍集團董事經理王賜豪是家族第三代經營者，於1998年接任，他是一名耳鼻喉專科醫生，身兼廣東省東莞市政協常委。
「同珍」的醬油於2003年獲得「香港Q嘜」優質產品認證。

## 地產業務
同珍的業務亦已由醬油發展至地產項目，亦將其位於葵涌的廠房有意發展為服務式住宅，但因補地價金額與政府未能達成協議而擱置。

## 相關
- 樂善堂王仲銘中學，同珍醬油第二代王仲銘曾任九龍樂善堂主席；
- 保良局王賜豪（田心谷）小學，同珍醬油第三代王賜豪曾任癸未年保良局（2003年）主席；
- 旺角同珍商業中心，同珍醬油公司物業。
- 灣仔嘉賢臺

## 赞助
2010年農曆新年，同珍醬油與香港東莞同鄉總會（主席同為王賜豪）聯合赞助在維港的賀歲煙花，名為「萬彩煙花耀維港」。

## 註腳
1. ↑  . 同珍集團.   [2018年7月20日]. （原始内容存档于2018年7月20日） （中文（香港））.
2. ↑  . 星島日報.   [2009-11-06] （中文（香港））.[]

## 外部連結
- 同珍集團網頁 （页面存档备份，存于）